# Neuracantheae
Tribu
Les Neuracantheae sont une tribu de plantes à fleurs de la famille des Acanthaceae et de la sous-famille des Acanthoideae.
Le genre ne compte qu'un seul genre, Neuracanthus (tribu monotypique).

## Publication originale
- (en) Reveal J.L., 2012. An outline of a classification scheme for extant flowering plants. Phytoneuron 2012-37: 1–221.